# Numberblocks
Numberblocks és un programa de televisió animat britànic per a nens en edat preescolar que va debutar a CBeebies el 23 de gener de 2017. El programa va ser creat per Joe Elliot i produït per Alphablocks Ltd amb Blue Zoo. Va ser encarregat per la British Broadcasting Corporation, amb Larkshead Media i Learning Resources amb els drets de comercialització. S'ha doblat al català pel canal SX3.
L'espectacle segueix els Numberblocks, personatges fets de blocs que representen números. Viuen en un planeta fictici anomenat Numberland i s'embarquen en aventures relacionades amb conceptes matemàtics. El 2017, el programa va ser nominat per a un premi BAFTA en la categoria Aprenentatge.